# Bekyně zlatořitná
Bekyně zlatořitná (Euproctis chrysorrhoea) je druh nočního motýla z čeledi bekyňovitých, který se vyskytuje i na území ČR. Bývá řazen mezi listožravé škůdce kulturních dřevin; při přemnožení může způsobovat holožíry.

## Popis

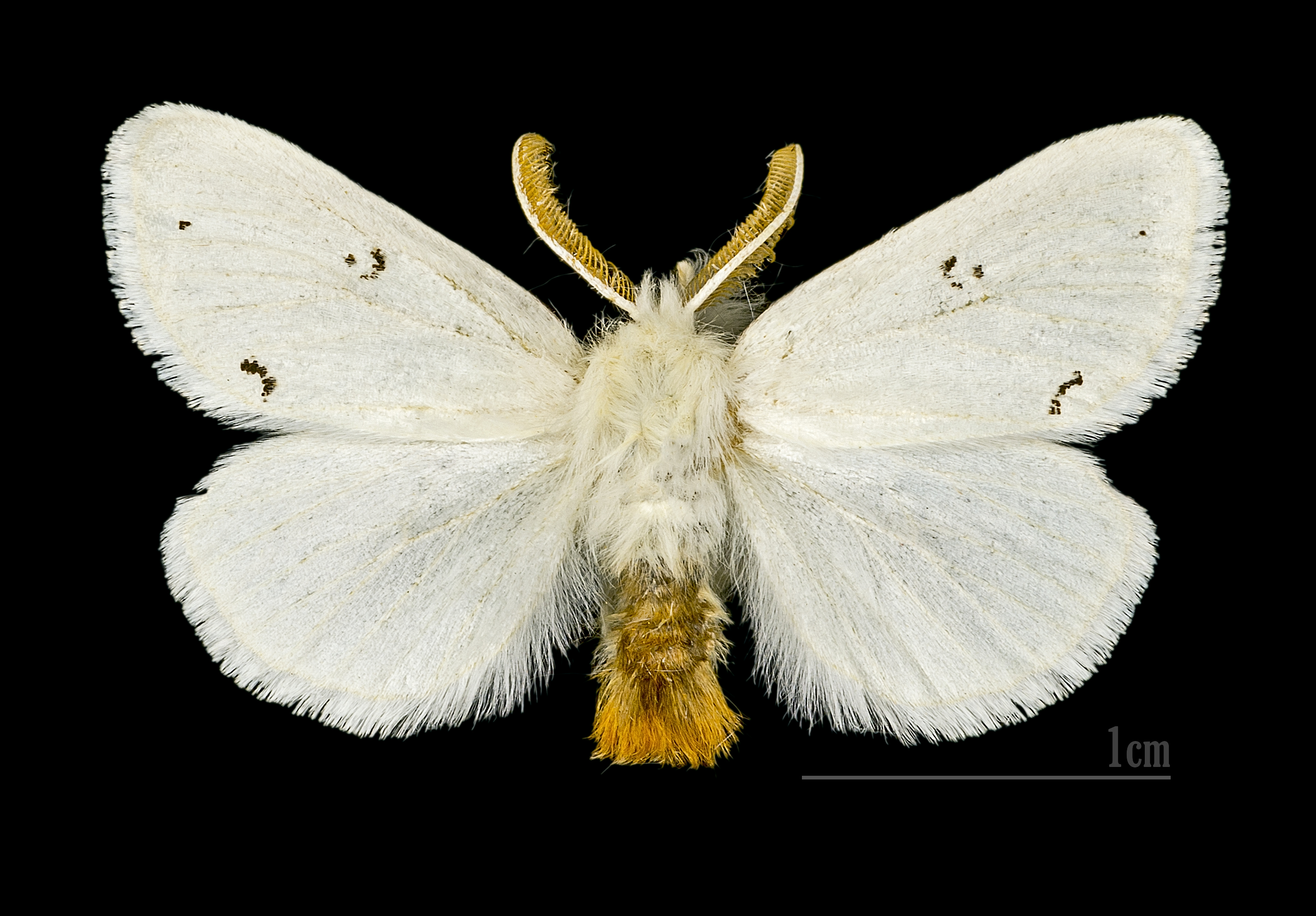
Sbírkový exemplář (samec)

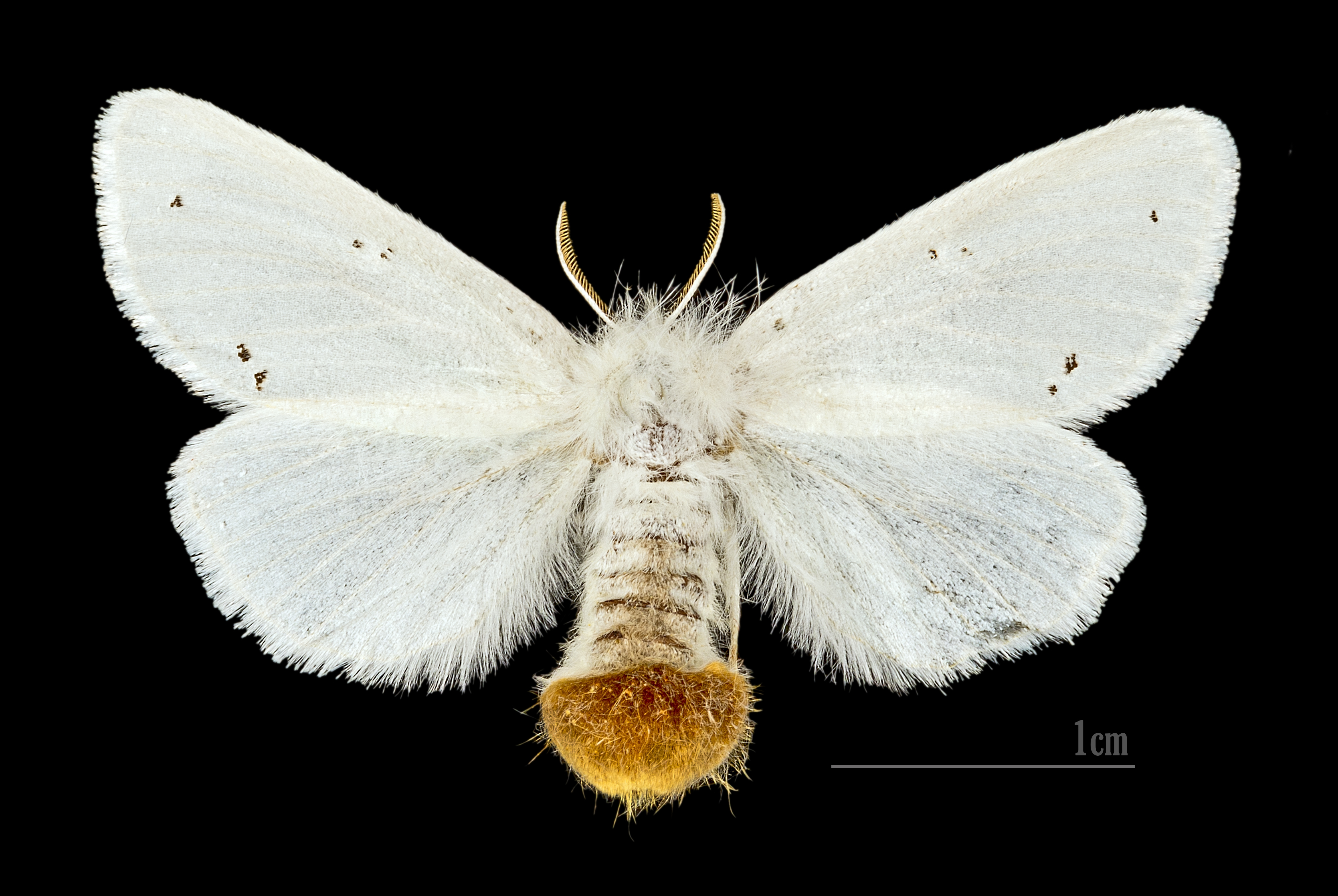
Sbírkový exemplář (samice)

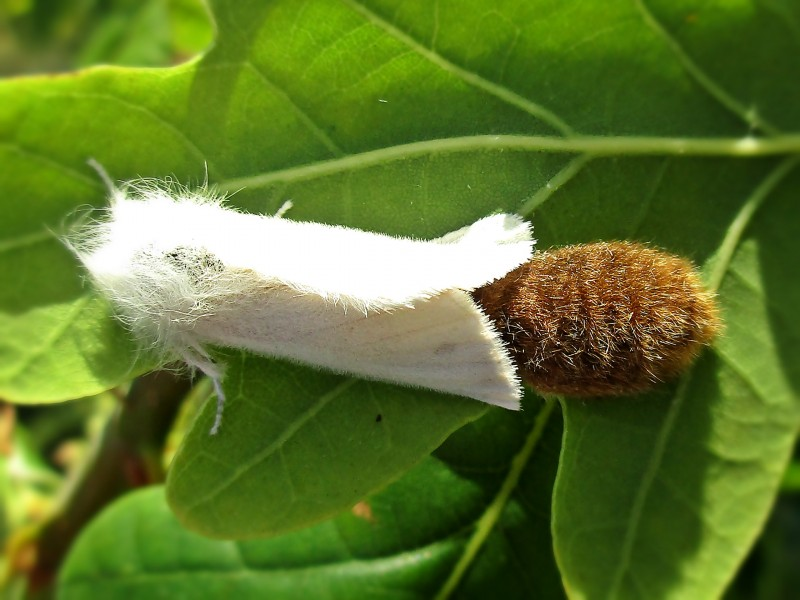
Samice se snůškou

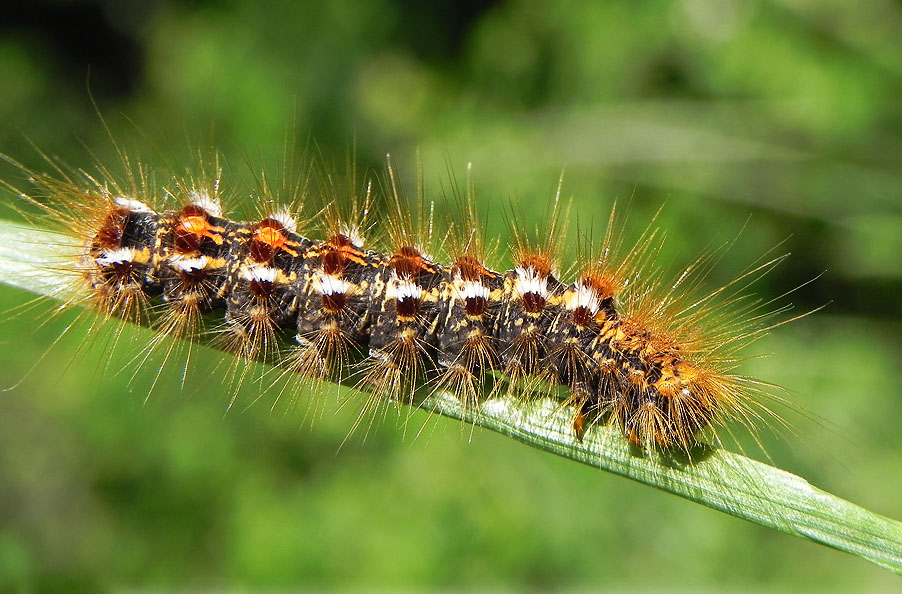
Housenka

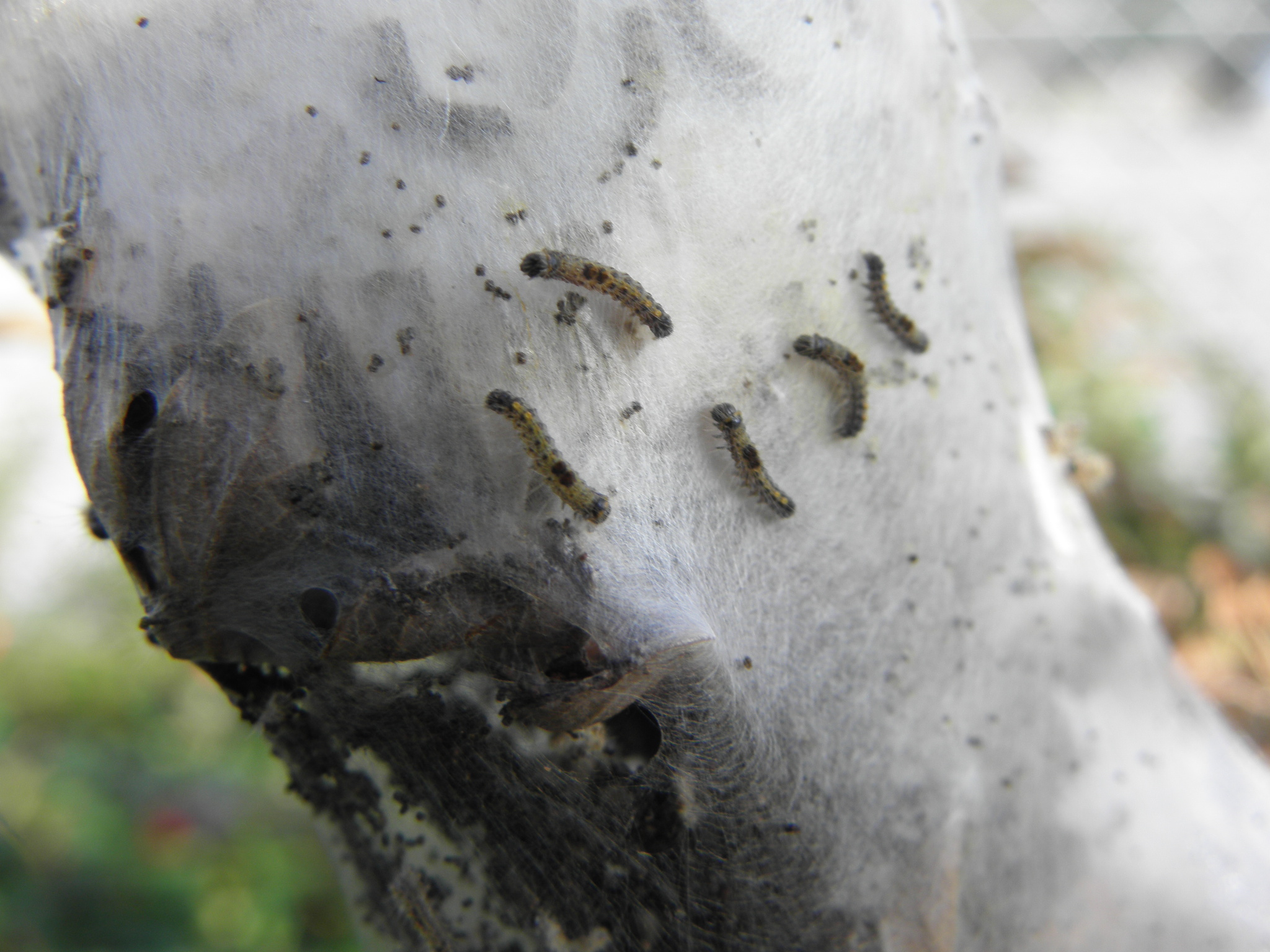
Mladé housenky na hnízdě

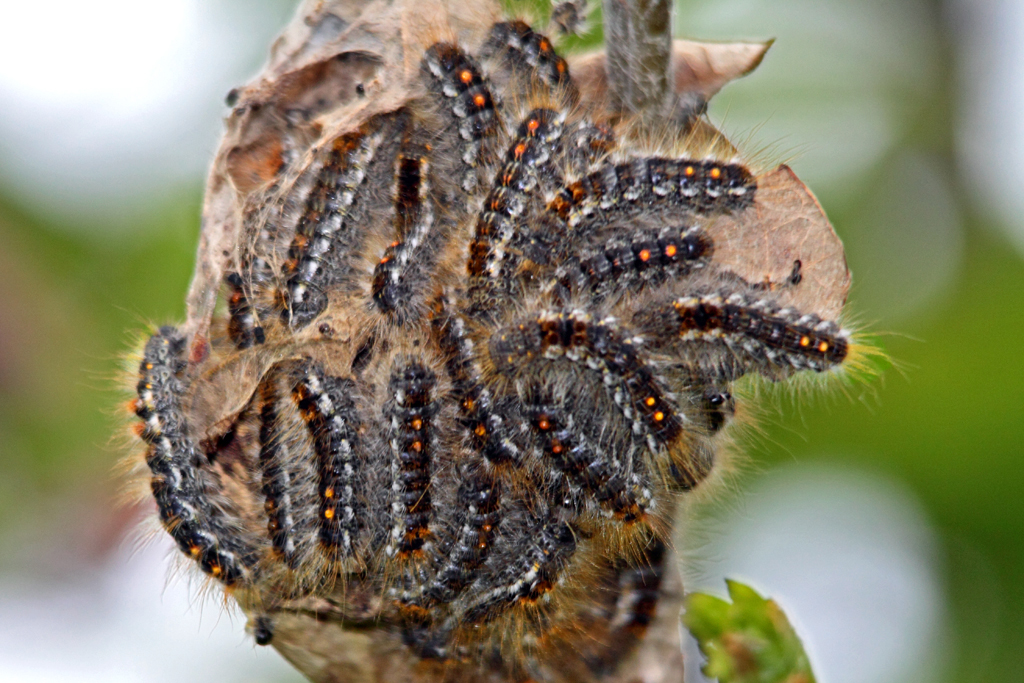
Starší housenky na hnízdě

Jedná se o poměrně malého motýla, rozpětí křídel dospělce dosahuje 28–38 mm. Oba páry křídel jsou sněhově bílé, jen na předních křídlech může být několik černých teček. Hlava a hruď jsou bílé, stejně jako první články zadečku. U samců je zadeček od 3. článku rezavý, u samic je z větší části šedavý, až na samotném konci se nachází zbytnělá část, pokrytá dlouhými, rezavými chlupy. Obě pohlaví mají hnědá, dvojitě hřebenitá tykadla, samci mají ale hřebínky delší a výraznější. Nohy jsou bílé.

Velmi podobným druhem je bekyně pižmová. Ta má na zadečku menší podíl oranžových chloupků a na zadním okraji předních křídel má hnědou skvrnku. Do jisté míry podobné jsou také bekyně rodů Arctornis (bekyně černé L) a Leucoma (bekyně vrbová), ty mají ale křídla čistě bílá a nemají oranžové chloupky na zadečku.
Vajíčka mají žlutou barvu, jsou téměř kulovitá (na pólech zploštělá). Nacházejí se v hromadných snůškách, překrytých rezavými chlupy.
Housenka posledního instaru je černohnědá, pokrytá rezavými chloupky, které vyrůstají z rezavě hnědých bradavek na hřbetě. Středem hřbetu prochází tenká černá linie, kterou lemují silnější linie červené. Na bocích jsou bělavé čárky. Chlupy na 4. a 5. článku jsou delší, na 9. a 10. článku jsou dvě výrazné konkávní bradavky červené barvy. Hlava je hnědočerná, lesklá. Housenka může na konci vývoje měřit až 40 mm.

Také housenky jsou velmi podobné housenkám bekyně pižmové. Ty mají ale na hřbetě větší podíl oranžové plochy než housenky bekyně zlatořitné.
Kukla je černohnědá, pokrytá krátkými rezavými chloupky. Kukly samiček jsou delší a zářezy mezi články zadečku mají rezavě žluté.

## Rozšíření
Areálem rozšíření bekyně zlatořitné je Evropa, zejména střední, jižní a východní. Přirozeně se vyskytuje také v severní Africe, Malé Asii a Zakavkazsku. V roce 1890 byla zavlečena do Severní Ameriky. V České republice je poměrně hojná.

Preferovaným biotopem tohoto druhu jsou řídké listnaté lesy a lesostepi teplejších oblastí, sekundárně pak ovocné sady, zahrady a stromořadí.

## Bionomie
Motýli se líhnou z kukel počínaje koncem června a v přírodě se s nimi lze setkat až do začátku srpna. Aktivní jsou v noci, lákají je také umělé zdroje světla. Brzy po vylíhnutí dochází ke kopulaci a vzápětí po ní kladou samičky vajíčka. Snůšky v podobě úzkých, rezavě chlupatých proužků jsou ukládány na spodní stranu listů, případně na větve. V jedné snůšce může být 100–300 vajíček, která samička přikrývá chloupky ze svého zadečku. Přibližně po 15–20 dnech (zpravidla na přelomu července a srpna) se líhnou housenky. Ty nejprve ožírají měkké tkáně na svrchní straně listů a po prvním svlékání si mezi listy upředou hnízdo, ve kterém společně přezimují. Tou dobou jsou přibližně 5 mm dlouhé. Po přezimování začínají housenky ožírat nejprve pupeny, později rašící listy, květy, z nouze i vyvíjející se plody. Žerou zprvu ve dne, později v noci, a při dobrém počasí se sluní. Na období špatného počasí či svlékání se ale stále vracejí do hnízda, které definitivně opouštějí až po posledním svlékání, kdy se rozlézají do koruny živného stromu, kde v červnu až červenci dokončují žír. Kuklí se v řídkém zámotku šedohnědé barvy přímo na stromě mezi svinutými listy, případně na kmeni. Stádium kukly trvá 10–14 dní, za špatného počasí i déle. Ve středoevropských podmínkách se během roku vyvine jen jedna generace, v jižní Evropě mohou být i dvě.

### Živné rostliny
Housenky bekyně zlatořitné jsou polyfágní. Z lesních dřevin požírají přednostně listí dubu, ale mohou konzumovat i buk, jilm, jeřáb, lípu, topol, javor, trnku a hloh, případně ostružiník. Z ovocných stromů žijí na jabloni, hrušni a obecně peckovinách.

## Ekologické vztahy
V noci poletující dospělce loví ve velkém množství netopýři. Housenky se stávají potravou hmyzožravých ptáků (kukačka, žluva, sýkory či lejsci a také dravých brouků (krajník pižmový). Vajíčka do nich kladou také různí parazitoidi – lumci, lumčíci, chalcidky a kuklice – celkem přibližně 80 druhů.

## Hospodářský význam

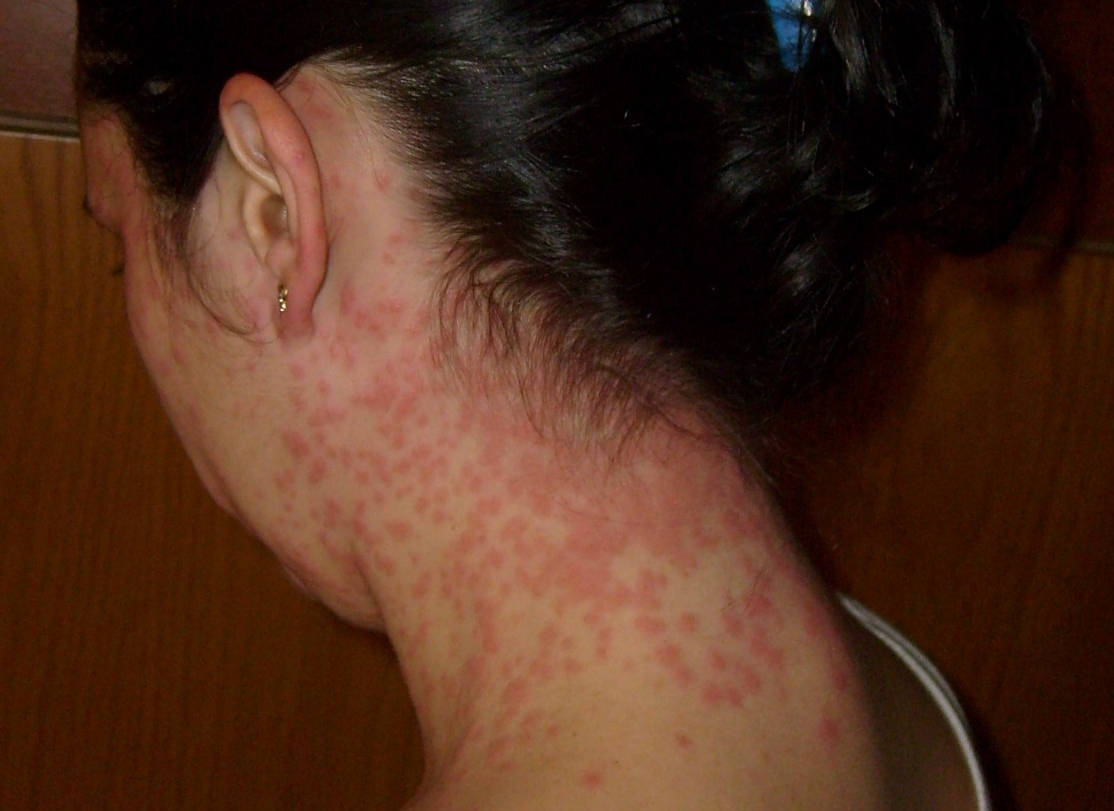
Alergická reakce vyvolaná chloupky housenek bekyně zlatořitné

Významnost druhu jako škůdce se v hodnocení různí, starší zdroje vedou bekyni zlatořitnou jako významného škůdce především v ovocných sadech a ačkoli některé agronomické autority tento náhled stále udržují, jiné jsou už v hodnocení mírnější. Škody způsobují housenky při svém žíru v jarním období. Holožír vyvolávají spíše lokálně, při opakovaném masivním výskytu mohou ale konkrétní stromy vážně ohrozit.

Podobně jako u jiných druhů chlupatých housenek mohou i chlupy bekyně zlatořitné vyvolávat u citlivějších osob při zapíchnutí do kůže alergickou reakci, při vdechnutí také dýchací potíže.

### Ochrana rostlin
Základní metodou likvidace přemnožených housenek je sběr a pálení hnízd v zimním období. Jarní postřik dotykovými insekticidy je účinný pouze u mladých housenek, navíc neproniká do hnízd. Moderní rostlinolékařské přípravky využívají selektivně působících, druhově specifických virů, které se mezi housenkami přirozeně vyskytují.